# Petre Constantinescu-Iași

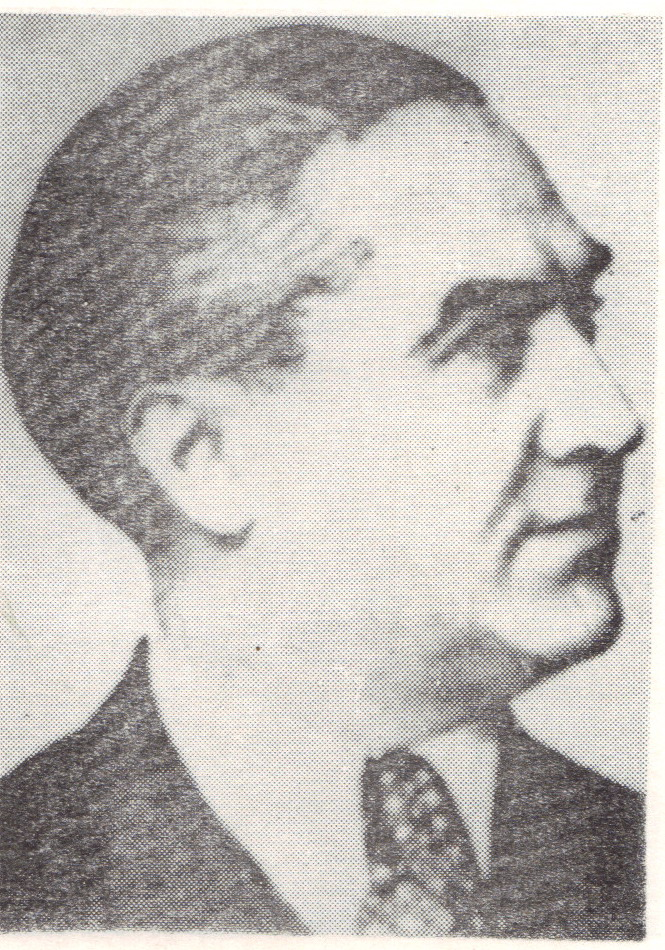
Petre Constantinescu-Iași

Petre Constantinescu-Iași (n. 25 noiembrie 1892, Iași, România – d. 1 decembrie 1977, București, România) a fost un istoric și om politic român, membru titular al Academiei Republicii Populare Române (1948).

## Biografie
Petre Constantinescu-Iași s-a născut la data de 25 noiembrie 1892 în orașul Iași, într-o familie modestă de învățători. Și-a efectuat studiile elementare în orașul natal, unde a urmat și cursurile Liceului Național, pe care l-a absolvit în anul 1911. A studiat apoi la Facultatea de Litere și Filosofie din cadrul Universității "Al. I. Cuza" din Iași, unde i-a fost student lui Orest Tafrali și a obținut licența în istorie în anul 1914.
După absolvirea facultății, a lucrat ca profesor secundar la liceele din Iași, Huși și Bârlad (1914-1926), profesor la Universitatea "Al. I. Cuza" din Iași (1925-1936), șef al catedrei de istoria artelor la Facultatea de litere și filosofie a Universității din București (1944-1948), apoi șef al catedrei de Istoria României la Universitatea din București (1944-1952).
În anul 1925 a obținut titlul științific de doctor în istoria artelor și arheologie, cu calificativul Magna cum laude, cu teza "Narthexul în artele bizantină, sud-slave și română", la Universitatea din Iași, în fața unei comisii din care făceau parte renumiții istorici Ion Petrovici, Orest Tafrali, Ilie Bărbulescu, Ilie Minea și Gh. I. Brătianu.
În calitate de specialist în istoria modernă și contemporană a României, el a adus numeroase contribuții în probleme de istoria artei românești și a popoarelor balcanice, în studierea relațiilor culturale și politice ale poporului român cu popoarele vecine, precum și în probleme de istorie a mișcării muncitorești și de istoria P.C.R., îndeosebi în perioada 1933-1937. Studiile sale au inaugurat cercetarea organizațiilor de masă conduse de PCR, creând baza de pornire a lucrărilor de istorie a mișcărilor muncitorești și socialiste.
În anul 1948, prof. dr. Petre Constantinescu-Iași a fost ales ca membru titular al Academiei Române. A fost ales de asemenea și membru al Academiei de Științe Sociale și Politice din R.S.R., precum și membru corespondent al Academiei de Științe din R.P. Bulgaria.
Ulterior, a deținut funcțiile de președinte al Societății de științe istorice, președinte al Uniunii societăților științifice ale corpului didactic din România, președinte al Comitetului național al științelor din R.S.R. (1955-1974), președinte al Comisiei Monumentelor Istorice, director al Institutului de istorie "Nicolae Iorga" din București (1948-1953), director al Institutului de studii româno-sovietice (1962-1964).
Pentru activitatea sa științifică, Petre Constantinescu-Iași a primit titlurile de Doctor honoris causa al Universității "Lomonosov" din Moscova, Om de știință emerit și laureat al Premiului de Stat. A încetat din viață la data de 1 decembrie 1977 în orașul București.

## Militant comunist
Inițiat încă de pe băncile liceului în ideile socialiste, Petre Constantinescu-Iași a aderat în anul 1910 la Partidul Social-Democrat, organizația locală din Iași. Între anii 1914-1916 a participat activ la acțiunile PSD și ale sindicatelor din România. În anul 1921 devine membru fondator al Partidului Comunist Român (PCR), în perioada interbelică făcând parte din conducerea unor organizații de masă legale, create și conduse de către PCR. În această poerioadă a fost arestat pentru activitatea sa politică. 
A luat parte la constituirea Comitetului Național Antifascist în anul 1933 și a altor organizații legale de luptă împotriva pericolului fascist. Din cauza activității sale antifasciste, începând cu anul 1936 a fost arestat și judecat de mai multe ori, fiind întemnițat timp de mai mulți ani în închisorile de la Doftana, Miercurea Ciuc și Târgu Jiu.
A fost membru fondator al asociației Amicii U.R.S.S.. De asemenea, a desfășurat o intensă activitate publicistică în slujba politicii P.C.R., militând pentru preluarea puterii de către comuniști. În timpul guvernului antonescian, Petre Constantinescu-Iași s-a implicat în realizarea unității forțelor antifasciste, participând în mod activ la pregătirea loviturii de stat de la 23 august 1944.
După preluarea puterii de către Partidul Comunist Român, a deținut funcții de mare răspundere pentru instaurarea și consolidarea regimului comunist în România. Mai întâi, a fost ministru al propagandei (din 5 martie 1946, ministru al informației) în Guvernul Petru Groza (1) în perioada 6 martie 1945 - 30 noiembrie 1946. 
În anul 1948 a fost ales ca vicepreședinte al primului Prezidiu al Marii Adunări Naționale. În calitate de deputat, el a fost președinte al Grupului român al Uniunii interparlamentare; membru al Consiliului mondial interparlamentar; membru în Comitetul Național Antifascist și vicepreședinte al aceluiași comitet din România. 
În perioada 28 ianuarie 1953 - 19 martie 1957, prof. Petre Constantinescu-Iași a deținut funcția de ministru al cultelor în guvernele conduse de către Gheorghe Gheorghiu-Dej și Chivu Stoica. 
Pentru activitatea sa politico-culturală, i s-au decernat titlurile de "Erou al Republicii Socialiste România", "Erou al Muncii Socialiste" și alte distincții.

## Lucrări publicate
Prof. Petre Constantinescu-Iași este autorul a peste 100 de lucrări științifice publicate în domeniul istoriei României, dintre care menționăm următoarele:
- Rolul României în epoca de regenerare a Bulgariei (1919)
- Unde duce colaborarea. Pagini de istorie contemporană (1921)
- Istoria artei bizantine (1927)
- Evoluția stilului moldovenesc (1927)
- Istoria artei creștine din apus (1929)
- Tipărituri vechi românești necunoscute (1931)
- Românii și bulgarii (1945)
- Intelectualii și revoluția de la 1848 în Principatele Române (1948)
- Organizații de masă legale conduse de Partidul Comunist în anii 1932 - 1938 (1952)
- Relații culturale româno-ruse din trecut (1954)
- Studii istorice româno-bulgare (1956)
- Unirea țărilor române în artele plastice (1959)
- Lucrări și publicații din România despre Revoluția Socialistă din Octombrie (1967)
- Lupta pentru formarea Frontului Popular în România (1968)
- Pagini de luptă din trecut. 1914-1936 (1972)
- De la eliberare la socialism. 1944-1955 (1973)
- În anii socialismului victorios (1976)

Prof. Petre Constantinescu-Iași a contribuit la întocmirea tratatului Istoria României în calitate de coordonator al volumelor I-IV și membru în comitetul de redacție și coautor la volumului IV.

## Distincții
- Ordinul Muncii clasa I (25 noiembrie 1952) „cu ocazia împlinirii a 60 de ani de la naștere, pentru activitatea desfășurată pe tărîmul obștesc și științific”[4]
- Medalia „A cincea aniversare a Republicii Populare Române” (24 decembrie 1952) „pentru lupta și munca duse în vederea făuririi, consolidării și prosperării Republicii Populare Române”[5]
- Ordinul „23 August” clasa I (12 august 1959) „pentru merite deosebite în opera de construire a socialismului”[6]
- Medalia „40 de ani de la înființarea Partidului Comunist din Romînia” (6 mai 1961) „pentru activitate îndelungată în mișcarea muncitorească și merite în opera de construire a socialismului”[7]
- titlul de Om de Știință Emerit al Republicii Populare Romîne (18 august 1964) „pentru merite deosebite în activitatea științifică”[8]
- Ordinul „Tudor Vladimirescu” clasa I (30 aprilie 1966) „cu prilejul celei de-a 45-a aniversări de la înființarea Partidului Comunist din România, pentru îndelungată activitate în mișcarea muncitorească și merite deosebite în opera de construire a socialismului”[9]
- Ordinul „Meritul Științific” clasa I (26 septembrie 1966) „pentru merite deosebite în activitatea științifică, cu prilejul Centenarului Academiei Republicii Socialiste România”[10]
- titlul de Erou al Muncii Socialiste și medalia de aur „Secera și ciocanul” (4 mai 1971) „cu prilejul aniversării a 50 de ani de la constituirea Partidului Comunist Român, [...] pentru activitate îndelungată în mișcarea muncitorească și merite deosebite în opera de construire a socialismului în patria noastră”[11]
- Ordinul „Victoria Socialismului” (8 noiembrie 1972) „pentru îndelungată și rodnică activitate desfășurată în mișcarea muncitorească, precum și pentru contribuția deosebită adusă la înfăptuirea politicii partidului de făurire a societății socialiste multilateral dezvoltate în patria noastră, cu prilejul împlinirii vîrstei de 80 de ani”[12]
- titlul de „Erou al Republicii Socialiste România” (19 august 1974) „pentru îndelungata și rodnica activitate desfășurată în mișcarea revoluționară, pentru contribuția deosebită adusă la întărirea partidului și a unității sale, la făurirea și dezvoltarea statului nostru socialist, precum și la înfăptuirea politicii partidului și statului de făurire a societății socialiste multilateral dezvoltate în patria noastră”[13][14]